# Campeonato Eslovaco de Patinação Artística no Gelo
O Campeonato Eslovaco de Patinação Artística no Gelo é uma competição nacional anual de patinação artística no gelo da Eslováquia. Os patinadores competem em quatro eventos, individual masculino, individual feminino, duplas e dança no gelo. 
A competição determina os campeões nacionais e os representantes da Eslováquia em competições internacionais como Campeonato Mundial, Campeonato Mundial Júnior, Campeonato Europeu e os Jogos Olímpicos de Inverno.
Desde de 2007 a competição é disputada junto com os campeonatos tcheco (2007), polonês (2009) e húngaro (2014), sendo que os patinadores competem simultaneamente, e tem formado os pódios para cada país.

## Edições
A competição já era disputada antes da dissolução da Tchecoslováquia, porém era considerado um campeonato sub-nacional.
| Ano (Edição) | Cidade sede               | Sênior | Sênior | Sênior | Sênior | Ref    |
| Ano (Edição) | Cidade sede               | M      | F      | P      | D      | Ref    |
| ------------ | ------------------------- | ------ | ------ | ------ | ------ | ------ |
| 1994         |                           | •      | •      | –      | •      | [ 1 ]  |
| 1995         |                           | •      | •      | –      | –      | [ 1 ]  |
| 1996         |                           | •      | •      | –      | •      | [ 1 ]  |
| 1997         |                           | •      | •      | •      | •      | [ 1 ]  |
| 1998         |                           | •      | •      | •      | •      | [ 1 ]  |
| 1999         |                           | •      | •      | •      | •      | [ 1 ]  |
| 2000         |                           | •      | •      | •      | •      | [ 1 ]  |
| 2001         | Ružomberok                | •      | •      | •      | •      | [ 2 ]  |
| 2002         |                           | •      | •      | •      | •      | [ 3 ]  |
| 2003         | Bratislava                | •      | •      | –      | –      | [ 4 ]  |
| 2004         | Bratislava                | •      | •      | •      | •      | [ 5 ]  |
| 2005         | Ružomberok                | •      | •      | •      | •      | [ 6 ]  |
| 2006         | Košice                    | •      | •      | –      | –      | [ 7 ]  |
| 2007         | Liberec, República Tcheca | •      | •      | –      | –      | [ 8 ]  |
| 2008         | Trenčín                   | •      | •      | –      | –      | [ 9 ]  |
| 2009         | Třinec, República Tcheca  | •      | •      | •      | •      | [ 10 ] |
| 2010         | Cieszyn, Polônia          | •      | •      | •      | •      | [ 11 ] |
| 2011         | Žilina                    | •      | •      | •      | –      | [ 12 ] |
| 2012         | Ostrava, República Tcheca | •      | •      | •      | –      | [ 13 ] |
| 2013         | Cieszyn, Polônia          | •      | •      | –      | –      | [ 14 ] |
| 2014         | Bratislava                | •      | •      | –      | •      | [ 15 ] |
| 2015         | Budapeste, Hungria        | •      | •      | –      | •      | [ 16 ] |
| 2016         | Třinec, República Tcheca  | •      | •      | –      | •      | [ 17 ] |
| 2017         | Katowice, Polônia         | •      | •      | –      | •      | [ 18 ] |

## Lista de medalhistas

### Individual masculino
| Evento                     | Ouro             | Prata                   | Bronze                  |
| 1994 (detalhes)            | Rastislav Vnučko | ?                       | ?                       |
| 1995 (detalhes)            | Róbert Kažimír   | ?                       | ?                       |
| 1996 (detalhes)            | Róbert Kažimír   | ?                       | ?                       |
| 1997 (detalhes)            | Róbert Kažimír   | ?                       | ?                       |
| 1998 (detalhes)            | Juraj Sviatko    | ?                       | ?                       |
| 1999 (detalhes)            | Róbert Kažimír   | ?                       | ?                       |
| 2000 (detalhes)            | Juraj Sviatko    | Róbert Kažimír          | ?                       |
| Ružomberok 2001 (detalhes) | Róbert Kažimír   | Juraj Sviatko           | Mikhail Laitar          |
| 2002 (detalhes)            | Juraj Sviatko    | Ivan Kinčík             | Róbert Kažimír          |
| Bratislava 2003 (detalhes) | Juraj Sviatko    | Lukaš Kuzmiak           | Ivan Kinčík             |
| Bratislava 2004 (detalhes) | Juraj Sviatko    | Taras Rajec             | Ivan Kinčík             |
| Ružomberok 2005 (detalhes) | Igor Macypura    | Juraj Sviatko           | Ivan Kinčík             |
| Košice 2006 (detalhes)     | Juraj Sviatko    | Ivan Kinčík             | nenhum outro competidor |
| Liberec 2007 (detalhes)    | Igor Macypura    | Ivan Kinčík             | nenhum outro competidor |
| Trenčin 2008 (detalhes)    | Igor Macypura    | Jakub Štróbl            | Taras Rajec             |
| Třinec 2009 (detalhes)     | Peter Reitmayer  | Taras Rajec             | Jakub Štróbl            |
| Cieszyn 2010 (detalhes)    | Peter Reitmayer  | nenhum outro competidor | nenhum outro competidor |
| Žilina 2011 (detalhes)     | Jakub Štróbl     | nenhum outro competidor | nenhum outro competidor |
| Ostrava 2012 (detalhes)    | Taras Rajec      | nenhum outro competidor | nenhum outro competidor |
| Cieszyn 2013 (detalhes)    | Marco Klepoch    | nenhum outro competidor | nenhum outro competidor |
| Bratislava 2014 (detalhes) | Marco Klepoch    | nenhum outro competidor | nenhum outro competidor |
| Budapeste 2015 (detalhes)  | Marco Klepoch    | Jakub Krsnak            | nenhum outro competidor |
| Třinec 2016 (detalhes)     | Michal Neuman    | Jakub Krsnak            | Marco Klepoch           |
| Katowice 2017 (detalhes)   | Jakub Krsnak     | Michal Neuman           | Marco Klepoch           |

### Individual feminino
| Evento                     | Ouro                     | Prata                   | Bronze             |
| 1994 (detalhes)            | Zaneta Štefániková       | ?                       | ?                  |
| 1995 (detalhes)            | Zuzana Paurová           | ?                       | ?                  |
| 1996 (detalhes)            | Zuzana Paurová           | ?                       | ?                  |
| 1997 (detalhes)            | Zuzana Paurová           | ?                       | ?                  |
| 1998 (detalhes)            | Zuzana Paurová           | ?                       | ?                  |
| 1999 (detalhes)            | Zuzana Paurová           | ?                       | ?                  |
| 2000 (detalhes)            | Diana Janošťáková        | Silvia Končoková        | ?                  |
| Ružomberok 2001 (detalhes) | Zuzana Babiaková-Paurová | Diana Janošťáková       | Lucia Starovičová  |
| 2002 (detalhes)            | Zuzana Babiaková         | Diana Janošťáková       | Lucia Starovičová  |
| Bratislava 2003 (detalhes) | Zuzana Babiaková         | Simona Ocelková         | Lucia Starovičová  |
| Bratislava 2004 (detalhes) | Zuzana Babiaková         | Jacqueline Belenyesiová | Lucia Starovičová  |
| Ružomberok 2005 (detalhes) | Jacqueline Belenyesiová  | Silvia Končoková        | Lucia Starovičová  |
| Košice 2006 (detalhes)     | Jacqueline Belenyesiová  | Silvia Končoková        | Viktoria Filipová  |
| Liberec 2007 (detalhes)    | Radka Bártová            | Jacqueline Belenyesiová | Katarína Babalová  |
| Trenčin 2008 (detalhes)    | Jacqueline Belenyesiová  | Radka Bártová           | Ivanа Reitmayerova |
| Třinec 2009 (detalhes)     | Ivana Reitmayerová       | Alexandra Kunová        | Radka Bártová      |
| Cieszyn 2010 (detalhes)    | Ivana Reitmayerová       | Alexandra Kunová        | Karolína Sýkorová  |
| Žilina 2011 (detalhes)     | Alexandra Kunová         | Karolína Sýkorová       | Karolína Gútová    |
| Ostrava 2012 (detalhes)    | Monika Simančíková       | Nicole Rajičová         | Alexandra Kunová   |
| Cieszyn 2013 (detalhes)    | Nicole Rajičová          | Alexandra Kunová        | Dominika Murcková  |
| Bratislava 2014 (detalhes) | Bronislava Dobiášová     | Monika Simančíková      | Alexandra Kunová   |
| Budapeste 2015 (detalhes)  | Nicole Rajičová          | Bronislava Dobiášová    | Alexandra Kunová   |
| Třinec 2016 (detalhes)     | Nicole Rajičová          | Alexandra Hagarová      | Nina Letenayová    |
| Katowice 2017 (detalhes)   | Nicole Rajičová          | Bronislava Dobiášová    | Alexandra Hagarová |

### Duplas
| Evento                     | Ouro                              | Prata                              | Bronze                      |
| 1994–1996                  | Não houve disputa de duplas       | Não houve disputa de duplas        | Não houve disputa de duplas |
| 1997 (detalhes)            | Oľga Beständigová Jozef Beständig | ?                                  | ?                           |
| 1998 (detalhes)            | Oľga Beständigová Jozef Beständig | ?                                  | ?                           |
| 1999 (detalhes)            | Oľga Beständigová Jozef Beständig | ?                                  | ?                           |
| 2000 (detalhes)            | Oľga Beständigová Jozef Beständig | ?                                  | ?                           |
| Ružomberok 2001 (detalhes) | Oľga Beständigová Jozef Beständig | Diana Rišková Vladimir Futáš       | nenhum outro competidor     |
| 2002 (detalhes)            | Oľga Beständigová Jozef Beständig | Maria Guerassimenko Vladimir Futáš | nenhum outro competidor     |
| 2003                       | Não houve disputa de duplas       | Não houve disputa de duplas        | Não houve disputa de duplas |
| Bratislava 2004 (detalhes) | Milica Brozovic Vladimir Futáš    | nenhum outro competidor            | nenhum outro competidor     |
| Ružomberok 2005 (detalhes) | Oľga Beständigová Jozef Beständig | Milica Brozovic Vladimir Futáš     | nenhum outro competidor     |
| 2006–2008                  | Não houve disputa de duplas       | Não houve disputa de duplas        | Não houve disputa de duplas |
| Třinec 2009 (detalhes)     | Gabriela Čermanová Martin Hanulák | nenhum outro competidor            | nenhum outro competidor     |
| Cieszyn 2010 (detalhes)    | Gabriela Čermanová Martin Hanulák | nenhum outro competidor            | nenhum outro competidor     |
| 2011–2017                  | Não houve disputa de duplas       | Não houve disputa de duplas        | Não houve disputa de duplas |

### Dança no gelo
| Evento                     | Ouro                               | Prata                              | Bronze                             |
| 1994 (detalhes)            | Viera Poráčová Pavol Poráč         | ?                                  | ?                                  |
| 1995                       | Não houve disputa de dança no gelo | Não houve disputa de dança no gelo | Não houve disputa de dança no gelo |
| 1996 (detalhes)            | Zuzana Babušíková Marian Mesároš   | ?                                  | ?                                  |
| 1997 (detalhes)            | Bibiana Poliačková Marian Mesároš  | ?                                  | ?                                  |
| 1998 (detalhes)            | Zuzana Merzová Tomas Morbacher     | ?                                  | ?                                  |
| 1999 (detalhes)            | Zuzana Ďurkovská Marian Mesároš    | ?                                  | ?                                  |
| 2000 (detalhes)            | Zuzana Ďurkovská Marian Mesároš    | ?                                  | ?                                  |
| Ružomberok 2001 (detalhes) | Zuzana Ďurkovská Marian Mesároš    | nenhum outro competidor            | nenhum outro competidor            |
| 2002 (detalhes)            | Zuzana Ďurkovská Ota Jandeisek     | nenhum outro competidor            | nenhum outro competidor            |
| 2003                       | Não houve disputa de dança no gelo | Não houve disputa de dança no gelo | Não houve disputa de dança no gelo |
| Bratislava 2004 (detalhes) | Ivana Dlhopolčeková Hynek Bílek    | nenhum outro competidor            | nenhum outro competidor            |
| Ružomberok 2005 (detalhes) | Barbora Hrubanova Tomáš Kunya      | nenhum outro competidor            | nenhum outro competidor            |
| 2006–2008                  | Não houve disputa de dança no gelo | Não houve disputa de dança no gelo | Não houve disputa de dança no gelo |
| Třinec 2009 (detalhes)     | Nikola Višňová Lukáš Csölley       | nenhum outro competidor            | nenhum outro competidor            |
| Cieszyn 2010 (detalhes)    | Nikola Višňová Lukáš Csölley       | nenhum outro competidor            | nenhum outro competidor            |
| Žilina 2011 (detalhes)     | Nikola Višňová Lukáš Csölley       | nenhum outro competidor            | nenhum outro competidor            |
| Ostrava 2012 (detalhes)    | Federica Testa Lukáš Csölley       | nenhum outro competidor            | nenhum outro competidor            |
| 2013                       | Não houve disputa de dança no gelo | Não houve disputa de dança no gelo | Não houve disputa de dança no gelo |
| Bratislava 2014 (detalhes) | Federica Testa Lukáš Csölley       | nenhum outro competidor            | nenhum outro competidor            |
| Budapeste 2015 (detalhes)  | Federica Testa Lukáš Csölley       | nenhum outro competidor            | nenhum outro competidor            |
| Třinec 2016 (detalhes)     | Federica Testa Lukáš Csölley       | nenhum outro competidor            | nenhum outro competidor            |
| Katowice 2017 (detalhes)   | Lucie Myslivečková Lukáš Csölley   | nenhum outro competidor            | nenhum outro competidor            |